# Gesamtanlage Altstadt Herrenberg

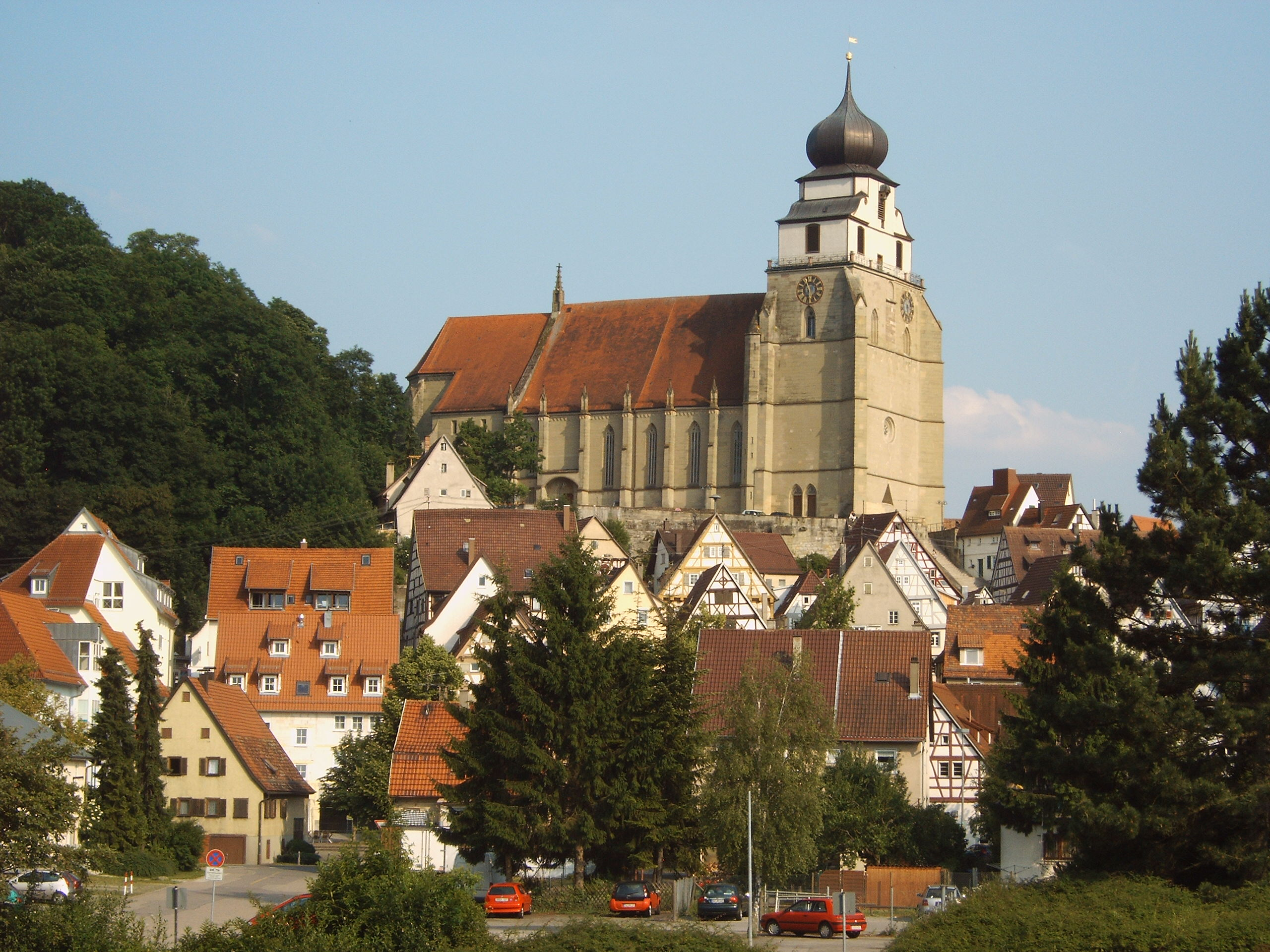
Altstadt Herrenberg mit Stiftskirche

Die Gesamtanlage Altstadt Herrenberg ist ein denkmalgeschütztes Ensemble in Herrenberg, einer Stadt im Landkreis Böblingen in Baden-Württemberg. Geschützt ist seit 1983 das weitgehend unverfälschte Bild einer auf ihren mittelalterlichen Grundlagen gewachsenen württembergischen Amtsstadt des 17. bis 19. Jahrhunderts. 

## Allgemeines
Gesamtanlagen schützen gemäß § 19 Denkmalschutzgesetz Baden-Württemberg Straßen-, Platz- und Ortsbilder, an deren Erhaltung aus wissenschaftlichen, künstlerischen oder heimatgeschichtlichen Gründen ein besonderes öffentliches Interesse besteht. Geschützt ist das überlieferte Erscheinungsbild der Gesamtanlage mit seinen Bestandteilen und Merkmalen. Neben Bauwerken zählen dazu auch Straßen- und Platzräume oder Grün- und Freiflächen. Schützenswert können außerdem die topographische Lage, der Ortsgrundriss oder eine Stadtsilhouette sein. Der Gesamtanlagenschutz umfasst bei Gebäuden nur die von außen sichtbaren Teile; bei Kulturdenkmalen innerhalb der Gesamtanlage, die zusätzlich nach anderen Bestimmungen des Gesetzes geschützt sind, ist darüber hinaus auch das Innere Gegenstand des Denkmalschutzes.

## Beschreibung
Die zu Beginn des 13. Jahrhunderts durch die Pfalzgrafen von Tübingen gegründete Stadt zeichnet sich durch ihre topographisch und genetisch bedingte Zweiteiligkeit aus. Überragt wird der Ort von der auf einem Sporn sitzenden Schlossruine mit markanten Schenkelmauern, zwischen denen sich der bestehende Stiftsbezirk aus Kirche, Dekanat und zahlreichen Sonderbauten erstreckt. Unterhalb dieser herrschaftlich und geistlich geprägten Bebauung breitet sich entlang der Hauptachsen, die vom zentralen Marktplatz abgehen, die Bürgerstadt aus. Die Altstadt zeigt eine typisch städtische Bebauung vorwiegend des 17./18. Jahrhunderts, die in den Randbereichen zunehmend ackerbürgerlich und handwerklich geprägt ist. 
Teile der Gesamtanlage Herrenberg:

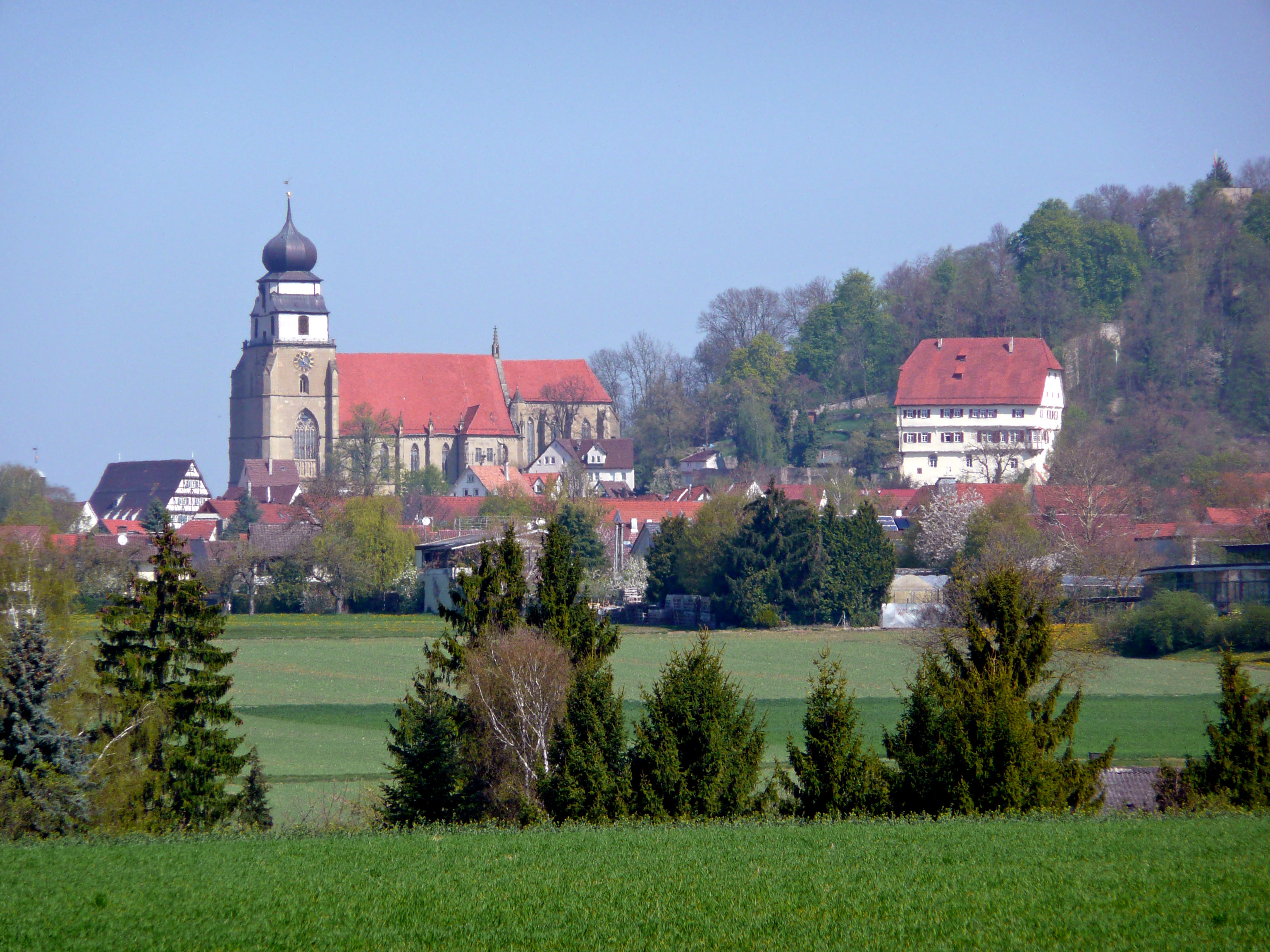
Stiftskirche
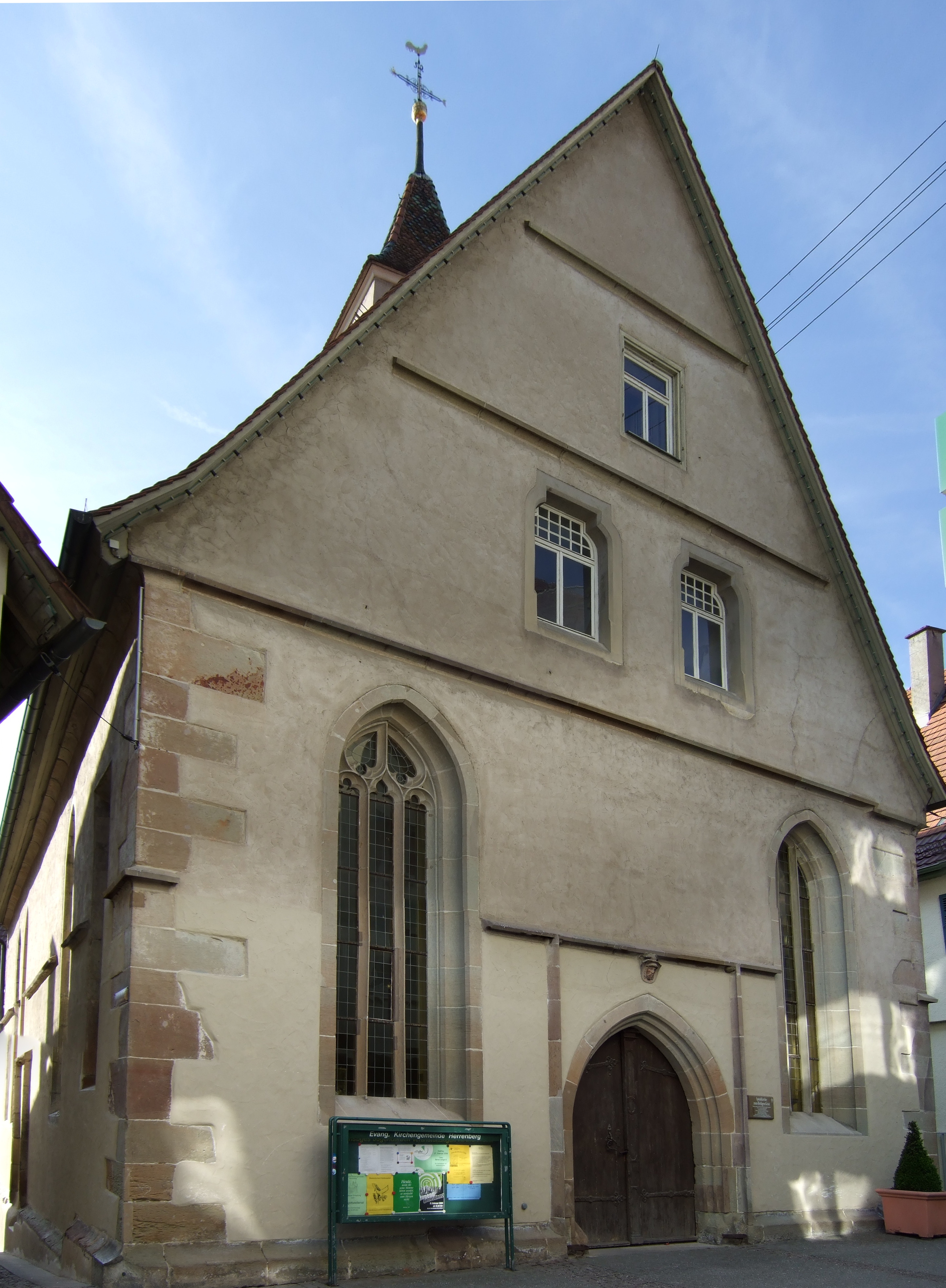
Spitalkirche
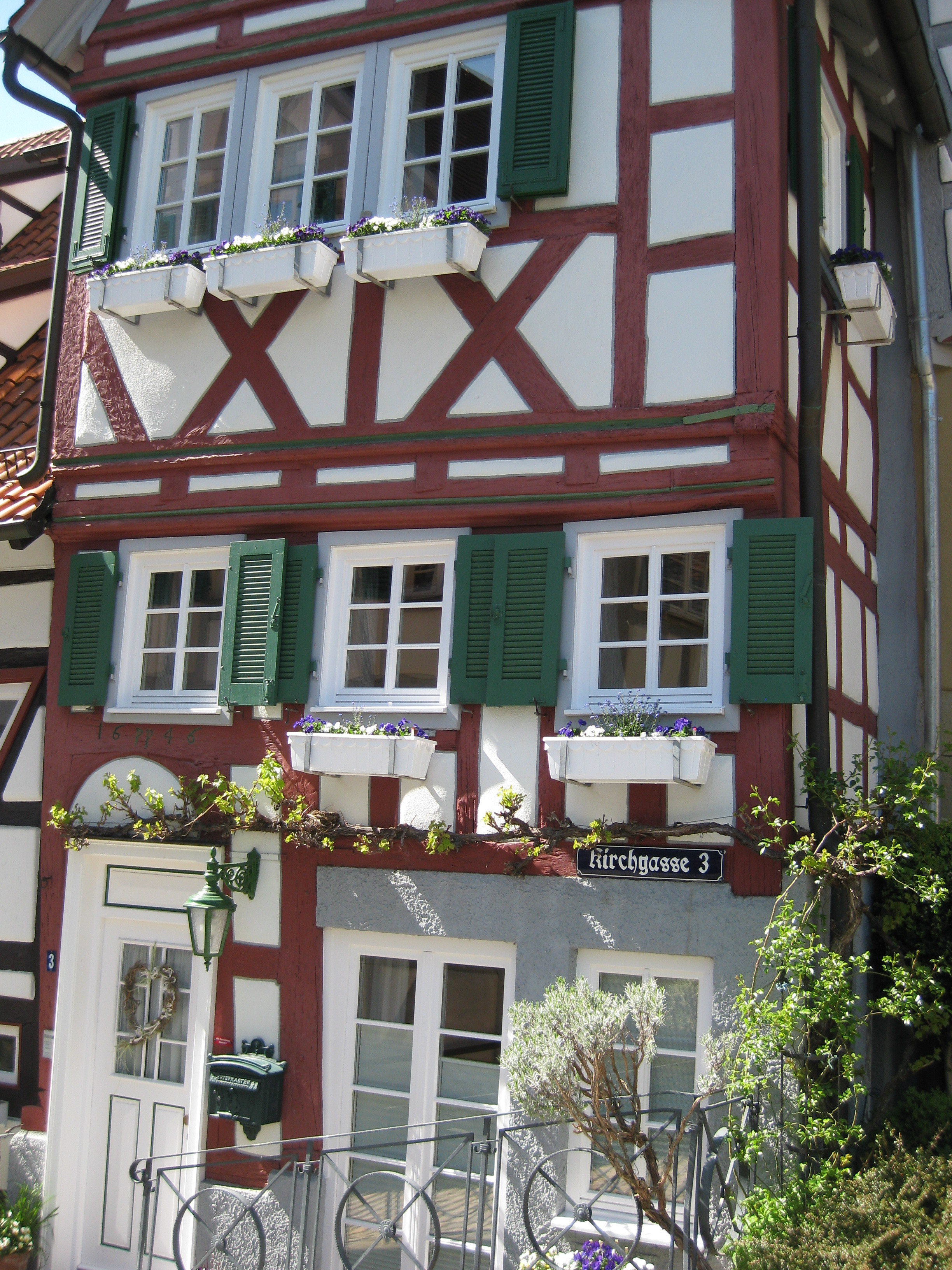
Gebäude Kirchgasse 3
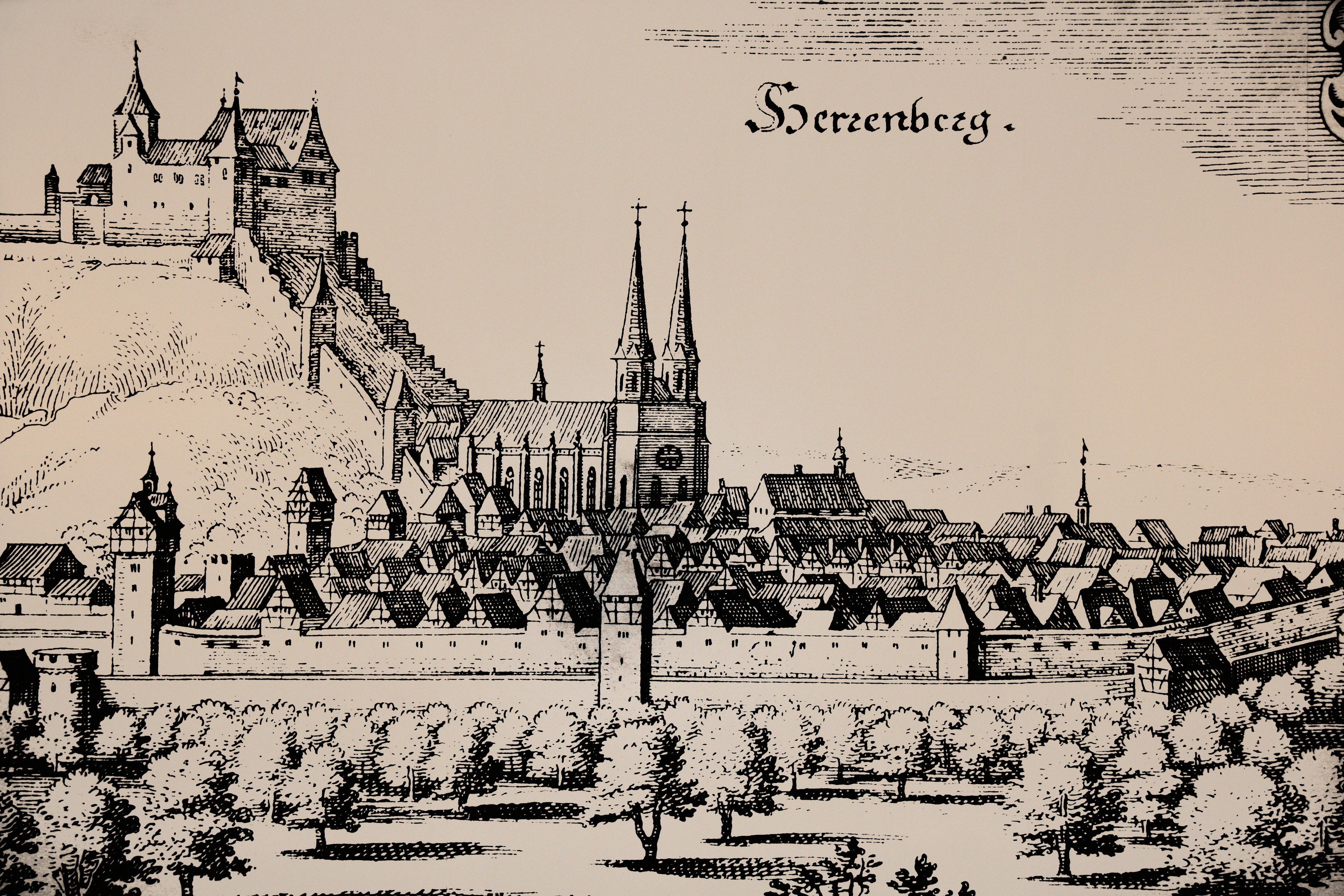
Schloss Herrenberg